# 내가 인기 있어서 어쩌자는 거야

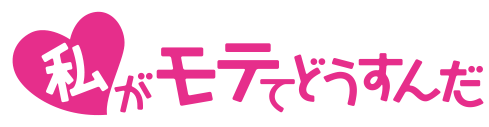

《내가 인기 있어서 어쩌자는 거야》(私がモテてどうすんだ)는 쥰코(ぢゅん子)가 그린 일본의 만화 작품이다. 〈별책 프렌드〉(고단샤)에서 2013년 5월호부터 연재 중이다.
2016년 3월에는 TV 애니메이션화가 발표되었다.

## 줄거리
고교생 세리누마 카에는 남자끼리 사이 좋게 지내는 것을 보고 망상하는 것을 좋아하는 부녀자이다. 어느날 카에는 좋아하는 애니 캐릭터가 죽은 쇼크로 체중이 격감하여, 그것을 계기로 미소녀로 변신한다. 고교 4명의 미소년에게서 열렬한 어프로치를 받게 되는 것 같다.